# Hossein Behzad

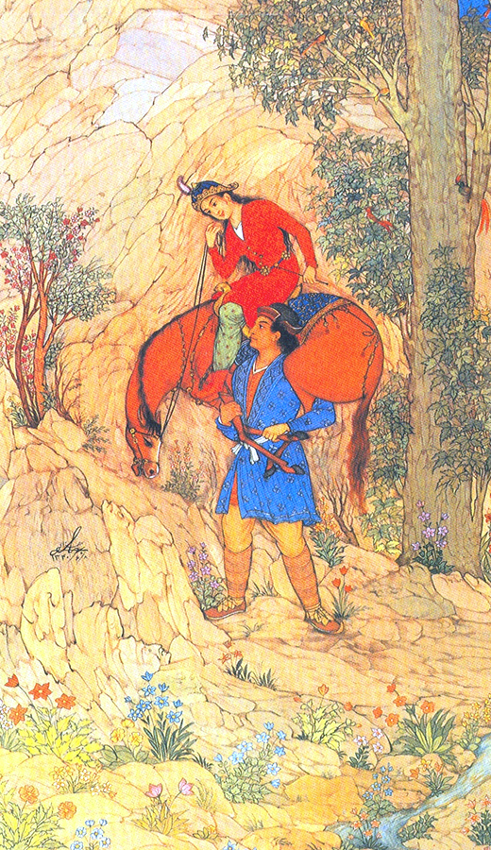
Bức hoạ tiểu cảnh (miniature painting) năm 1951 bởi danh hoạ Behzad biểu hoạ câu chuyện Farhad và Shirin.

Hossein Behzad  (1894 – 13 tháng mười 1968) (حسین بهزاد) là một họa sĩ trứ danh người Iran. Tác phẩm đầu tay của ông là theo phong cách của các bậc thầy hội họa Ba Tư cổ của thế kỷ 16 và 17, với niềm hy vọng cứu vãn hội hoạ tiểu cảnh của Ba Tư khỏi bị lãng quên.

## Tiểu sử
Sinh ra tại Shiraz, Iran năm 1894 bởi Mirza Lotfollah Esfahani. Cha của ông là một nhà thiết kế hộp đựng bút.
Ông cưới Azizeh Khanam vào 1921, người đã sinh hạ đứa con duy nhất cho cả hai, Parviz.
Đầu những năm 1930, Behzah tổ chức lại Madrasa-I Sanayi-I Mustazrafa của Tehran. Vào năm 1934, ông rời Tehran để tới Paris và lưu trú lại đó 13 tháng. Trong thời gian này ông đã học tập các phong cách vẽ Đông Tây khác nhau tại Louvre, Bảo tàng Guimet and Cung điện Versailles. Chính là trong chuyến đi này, ông đã phát triển một phong cách hoàn toàn mới mẻ cho hội hoạ tiểu cảnh, kết hợp các yếu tố của hội hoạ Ba Tư truyền thống và hội hoạ cận đại từ phương Tây.
Tên tuổi của ông được biết đến trên trường quốc tế và ông đã đạt nhiều giải thưởng bao gồm cả 'Huy chương hạng nhất của bộ văn hoá' từ Iran năm 1949 và 'Huy chương hạng nhất của hội hoạ quốc tế' từ Minneapolis, Hoa Kỳ năm 1958. Năm 1968, Behzad được trao Tặng học hàm giáo sư danh dự bởi Đại học Cao đẳng Nghệ thuật Trang trí, các tác phẩm của Behzad được trưng bày trên khắp thế giới. Để tưởng niệm Thiên Niên Kỷ cho Avicenna, năm 1953 ông đã cho thực hiện một buổi triển lãm tại Bảo tàng Bastan Iran. Điều này đã gây một sự chấn động và được nhiều du khách quốc tế tới chứng kiến. Những bức tranh được trưng bày, mất tới mười năm để hoàn thành, bao gồm những bức như của Ferdowsi và Cổng vòm Maedan. Buổi triển lãm trở nên đặc biệt quan trọng cho các học giả về các ngành phương đông học. Trong một bài viết cho tờ báo Vatan của Istanbul, Giáo sư Soheil Anwar viết, " Behzad, người hoạ sĩ tuyệt vời này không chỉ thuộc về mỗi Iran mà thôi. Giờ đây ông thuộc về cả thế giới."
Ngay sau đó, và bởi nhận được nhiều lời khen ngợi từ giới phê bình, Behzad đã tổ chức một cuộc triển lãm do chính phủ Pháp tài trợ tại Bảo tàng Nghệ thuật Hiện đại ở Paris. Triển lãm được khai mạc bởi bộ trưởng văn hóa Pháp vào ngày 18 tháng 5 năm 1955.
Đầu tiên, ông thực hành một hình thức bảo thủ của Chủ nghĩa Safavid Mới, và sau đó đã phát triển một thành ngữ mới kết hợp chủ nghĩa phục hưng và chủ nghĩa hiện đại. Năm 1956, 50 tiểu cảnh Behzad được trưng bày tại Thư viện Quốc hội, Washington DC. Khi Behzad trở thành một bậc thầy còn sống, ông đã tổ chức các cuộc triển lãm trên khắp thế giới bao gồm London, Prague, New York, Boston và Brussels, cũng như ở Ấn Độ và Nhật Bản.

## Qua đời và di sản
Năm 1968 ông trở nên ốm bệnh và được đưa sang châu Âu tới hai lần bởi Bộ Văn hoá. Mặc dầu vậy, Behzad trút hơi thở cuối cùng vào 20:48 tối ngày 13 tháng mười, năm 1968  ở tuổi 74. Ông được chôn cất mai táng tại nghĩa trang gần Imamzadeh Abdollah tại Shahr-i Ray.
Để tôn vinh người hoạ sĩ, Bảo tàng Behzad Museum được khánh thành vào năm 1994, đặt tại khu tổ hợp Sa'dabad Complex của Tehran  và giữ một lượng lớn bộ sưu tập các hoạ phẩm của ông.

## Giải thưởng
- 1968 – Danh hiệu Nghệ thuật danh dự của Hội đồng Giảng viên Nghệ thuật của Trường Cao đẳng Nghệ thuật Trang trí, Tehran[3]
- 1953 – Huy chương Avicenna từ Bảo tàng Bastan-Iran[3]
- 1952 – Olympic diploma cho bức tranh đẹp nhất tại Triển lãm tranh Olympic ở Helsinki, Phần Lan[3]

## Xem Thêm
- Trường phái Baghdad
- hoạ Hồi giáo Hội hoạ Hồi giáo[liên kết hỏng]
- hoạ Iran Hội hoạ Iran[liên kết hỏng]
- Thư pháp Hồi giáo
- Danh sách các hoạ sĩ Iran